# Dominique Crenn
Dominique Crenn (Saint-Germain-en-Laye, 7 de abril de 1965), es una chef francesa establecida en San Francisco. Es la primera mujer en Estados Unidos en recibir tres estrellas Michelin por su restaurante Atelier Crenn.

## Biografía
Fue adoptada a los 18 meses por un matrimonio francés, Allain y Louise Crenn. Su padre es político y director del CCPE en París. Su madre es administradora y la introdujo en la comida india, china, japonesa y vietnamita, y desde la niñez cenaba regularmente en restaurantes con estrellas con su padre y un amigo crítico gastronómico francés para Le Télégramme. Hizo una licenciatura en economía y luego un máster en negocios internacionales.
Está en pareja con la actriz estadounidense Maria Bello. Se comprometieron en París en diciembre de 2019. Ese año fue diagnosticada con cáncer de mama, luego entró en fase de remisión, desde entonces, habló de su enfermedad para crear conciencia.

## Carrera
A los 21 años partió hacia San Francisco para incursionar en la gastronomía. Como nunca había ido a la escuela de hostelería ni había trabajado en una cocina, se animó y Jeremiah Tower, un gran chef local, le dio una oportunidad en el restaurante Stars. En esta cocina, él le dice qué plato debe hacer, pero sin recetas.
Después de dos años, se fue a trabajar a Campton Place, siempre en San Francisco, y luego a Yoyo Bistro del Hotel Miyako, también en San Francisco.
En 1997, se hizo cargo del restaurante del Hotel Intercontinental de Yakarta, convirtiéndose en la primera jefa de cocina en Indonesia, con una brigada íntegramente femenina, pero se vio obligada a huir del país durante los disturbios civiles de 1998. Regresó a Estados Unidos, donde fue contratada como chef ejecutiva en el Manhattan Country Club de Manhattan Beach (Los Ángeles) y, posteriormente, en el Adobe Restaurant and Lounge de Santa Mónica (California), antes de ser contratada en 2008 por el Hotel Intercontinental para su restaurante Luce de San Francisco.
En 2011 abrió su restaurante Atelier Crenn en San Francisco, en California. Allí interpreta y reinventa la cocina francesa tradicional, con especial atención a  las verduras y el marisco. Obtuvo su primera estrella un año después, seguida de su segunda estrella en 2014 y se convirtió en la primera mujer en obtener dos estrellas Michelin en Estados Unidos. En 2015, abrió Petit Crenn, ofreciendo un menú basado en la gastronomía bretona de su infancia, con mucho pescado. No se sirven carnes rojas o aves y los vinos provienen de viñedos orgánicos.
En 2016, fue elegida mejor chef femenina del mundo por el premio World's 50 Best restaurant. Y Petit Crenn fue votado como el mejor restaurante nuevo.
El 13 de marzo de 2018 abrió Bar Crenn, un bar de vinos que ofrece vinos franceses, cercanos a los principios de responsabilidad medioambiental, así como recetas de chefs franceses como Alain Ducasse o Guy Savoy. En su primer año obtuvo una estrella Michelin.
Ha aparecido en l a segunda temporada de Chef's Table de Netflix,, participa regularmente en las conferencias TEDx, y publicado su autobiografía Rebel Chef.
En relación con las mujeres en la mundo de la cocina destaca:

Muchas de las ganadoras de este premio me han inspirado y por ello es un gran placer unirme a ellas y espero motivar también a otras cocineras de todo el mundo para que trabajen duro, sean creativas y consigan grandes cosas.

Dominique Crenn también espera que esta distinción sirva de inspiración a todas las mujeres jóvenes, ya sea en la cocina o en otra profesión. «Hoy les digo: 'Puedes ser lo que quieras, no tiene nada que ver con el género [...]. No dejes que nadie se interponga en tu camino».

## Premios individuales
2016: Mejor chef femenina del mundo, premio World's 50 Best Restaurant.
2018: Mejor Chef del Oeste de 2018, James Beard Foundation.
2021: Icon Award.